# Staatliche Münzsammlung München

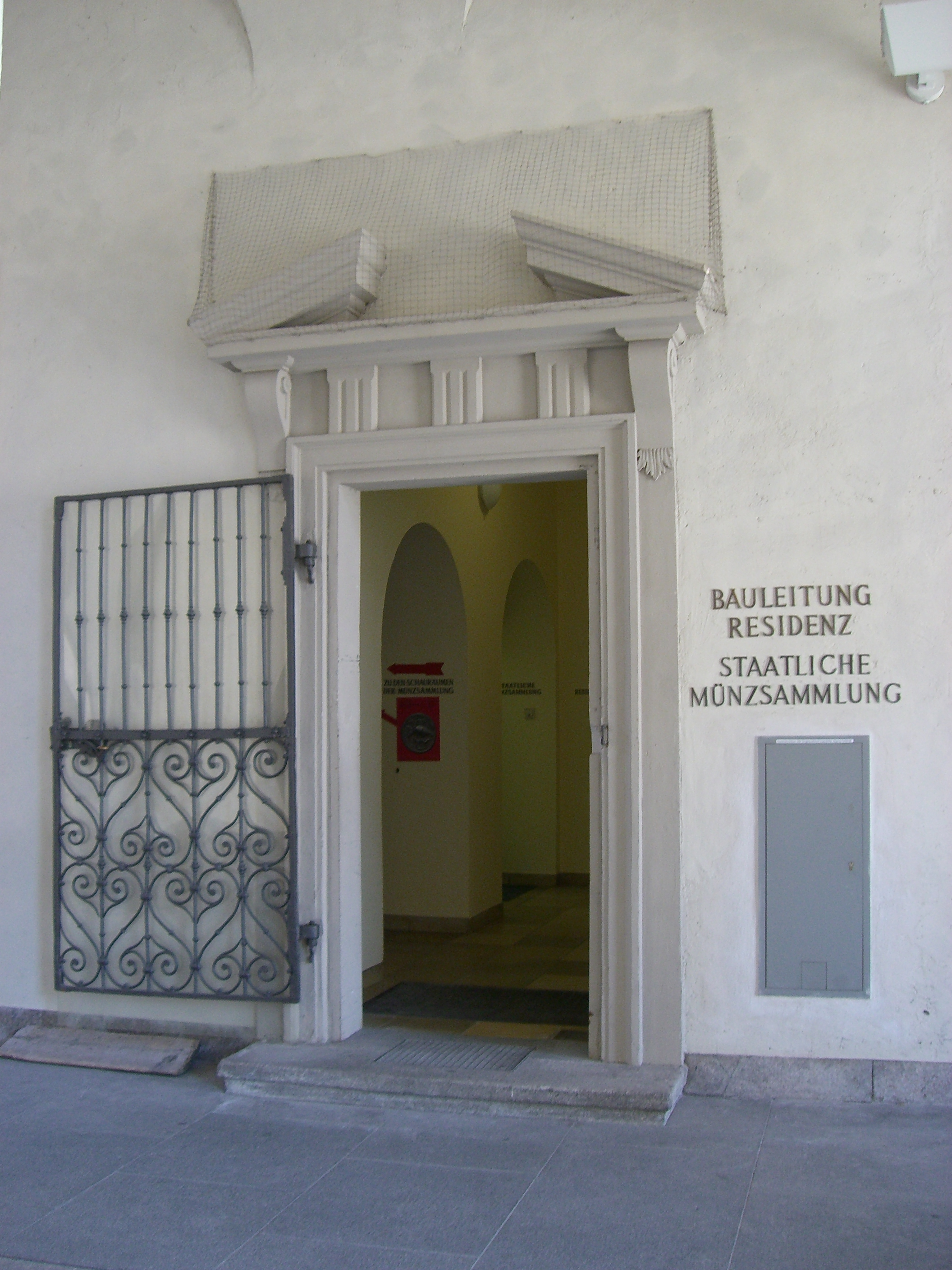
Der Museumseingang in der Residenz

Die Staatliche Münzsammlung München ist die zentrale numismatische Sammlung Bayerns. Sie befindet sich in der Münchner Residenz und beherbergt über 300.000 Münzen, Geldscheine, Geldzeichen und Medaillen von der Antike bis heute.

## Geschichte
Die vom bayerischen Herzog Albrecht V. gegründete Kunstkammer besaß bereits Ende des 16. Jahrhunderts mehr als 7.000 Münzen. Sein Sohn Herzog Wilhelm V. führte die Sammlung fort. Die Kunstkammer war damals im alten Marstallgebäude am Münchener Hofgraben untergebracht.
Während des Dreißigjährigen Krieges fiel ein Teil der inzwischen kurfürstlichen Sammlung als Kriegsbeute an die Schweden. Der Rest bildete den Grundstock einer neuen kurbayerischen Münzsammlung.
Durch die Thronbesteigung des wittelsbacherischen Pfälzers Karl Theodor wurden die kurpfälzische und die kurbayerische Sammlung vereinigt. Durch die Säkularisation während der napoleonischen Zeit kamen viele klösterliche Münzsammlungen an den bayerischen Staat. Das meiste wurde eingeschmolzen, jedoch hatte der Konservator des Münzkabinetts ein Vorgriffsrecht und erweiterte dadurch die Sammlung. Zusätzlich wurden in jener Zeit von St. Emmeram in Regensburg und St. Peter in Salzburg zwei komplette Sammlungen durch Kauf erworben.
Im Jahr 1807 wurde das Königliche Münzcabinet aus der Hofverwaltung herausgelöst und der Akademie der Wissenschaften unterstellt. Der Kronprinz und spätere König Ludwig I. hatte durch seine Begeisterung für die griechische Antike reges Interesse an der Münzsammlung und verbrachte viel Zeit dort. Als Teil seiner Kunstpolitik gab Ludwig I. regelmäßig kursfähige Gedenkmünzen für bemerkenswerte Ereignisse oder verdiente Personen der Gegenwart heraus.
Durch weitere Zukäufe wurde die Sammlung im gesamten 19. Jahrhundert stark erweitert. Vor allem die Bereiche Mittelalter und Neuzeit wurden ausgebaut, da bis dahin der Schwerpunkt auf antiken Münzen gelegen hatte.
Außerdem wuchs Anfang des 19. Jahrhunderts das Bewusstsein für den kulturellen und historischen Wert archäologischer Funde in Bayern. Im Jahr 1808 wurde die Bayerische Verordnung zum Schutze aufgefundener Münzen und anderer Altertümer erlassen. Dies führte dazu, dass im 19. Jahrhundert über 330 Funde dem Münzkabinett gemeldet wurden. Zu Beginn wurden aus den Funden nur fehlende Stücke zur Ergänzung der Sammlung ausgewählt. Allmählich setzte sich jedoch die Erkenntnis durch, dass auch die kompletten Funde wichtig für die Geschichtsforschung sind. Diese Verordnung galt für den Freistaat Bayern prinzipiell bis 2022: Die eine Hälfte eines Funde gehört dem Finder, die andere dem Grundstückseigentümer (privat oder staatlich).
In den ersten drei Jahrzehnten des 20. Jahrhunderts wurden durch den Konservator Georg Habich das Münzkabinett vor allem um Renaissance-Medaillen und -Plaketten erweitert. 1961 kam die Rechenpfennig-Sammlung von Arthur Koenig hinzu, die sehr viele Stücke aus dem Raum Nürnberg beinhaltete. Später folgte die Sammlung von Paul Arndt mit dem Schwerpunkt antike Steinschneidekunst.
Während des Zweiten Weltkriegs wurde der Sitz der Sammlung, das Akademiegebäude in der Neuhauser Straße, zerstört. Da die umfangreiche numismatische Fachbibliothek ausgelagert war, überstand sie den Krieg unbeschadet. 1963 wurden die heutigen Ausstellungsräume in der Münchner Residenz eröffnet.
Direktoren
- Franz Ignaz von Streber (1806–1841)
- Franz Streber  (1841–1864)
- Heinrich Brunn (1864–1894)
- Hans Riggauer (1894–1907)
- Georg Habich (1907–1932)
- Max Bernhart (1932–1949)
- Hans Gebhart (1949–1960)
- Paul Grotemeyer (1960–1969)
- Harald Küthmann (1969–1984)
- Wolfgang Heß (1984–1991)
- Bernhard Overbeck (1991–2006)
- Dietrich O. A. Klose (2006–2021)
- Martin Hirsch (seit 2023; seit 2021 kommissarisch)

## Sammlung
In der Sammlung sind Münzen, Medaillen, Banknoten, Wertpapiere und geschnittene Steine vertreten. Die Sammlung umfasst momentan einen Bestand von circa 300.000 Objekten.
Die ältesten Gegenstände stammen aus dem 3. Jahrtausend vor Christus. Die heutigen Schwerpunkte des Münzkabinetts sind Münzen der Antike, Renaissance-Medaillen und bayerische Geschichtstaler.

### Münzen
Ein wichtiger Bereich der Münzsammlung sind, neben Münzen aus aller Welt, die Prägungen der bayerischen und pfälzischen Wittelsbacher. Dazu gehören auch die in Bayern aufgegangenen ehemals unabhängigen Territorien (z. B. Franken) und Städte (z. B. Nürnberg).
Der bayerischen Geschichtstaler sollte ursprünglich als Zahlungsmittel zirkulieren. Die Erinnerung an herausragende bayerische Persönlichkeiten und Ereignisse sollte in der Bevölkerung wachgehalten werden, indem man sie auf im Umlauf befindlichen Münzen verewigte. Die Ursprungsidee stammte vom damaligen Konservator Franz Ignaz von Streber. Ludwig I. griff nach seinem Regierungsantritt die Idee auf und ließ eine lange Reihe prägen, die auch noch von seinen Nachfolgern fortgesetzt wurde.

### Medaillen
Zu den Schwerpunkten dieser Sammlung zählen die deutschen Renaissancemedaillen aus dem 16. Jahrhundert und die dazugehörigen Formmodelle aus Hartholz oder aus weichem Stein. Dieser Bereich wurde durch den Konservator Georg Habich, einen Spezialisten auf dem Gebiet der deutschen Renaissancemedaillen, in den ersten 30 Jahren des 20. Jahrhunderts aufgebaut. Er hatte auch großen Einfluss auf die Gestaltung von deutschen Medaillen in dieser Zeit.
Breiten Raum nimmt auch die neuere und moderne Medaillenkunst ein. Diese blühte vor allem in Frankreich und Deutschland seit dem Ende des 19. Jahrhunderts neu auf. Der 1988 von der Staatlichen Münzsammlung mitbegründete Künstlerkreis der Medailleure München steht in regem Kontakt zur Sammlung.

### Papiergeld
In diesem Teil der Sammlung wird Papiergeld aus der gesamten Welt und aus allen Epochen gezeigt, so beispielsweise
- ein chinesischer Tael-Schein des 14. Jahrhunderts
- schwedische Kreditivzettel
- Banknoten von John Law
- französische Assignaten
- Wiener Stadtbancozettel
- Cassenbillets und Darlehenskassenscheine
- Staats- auch Notgeld aus dem 20. Jahrhundert

### Geschnittene Steine
Eine der größten Erwerbungen in diesem Bereich des Museums war die Sammlung antiker Gemmen und Kameen von Paul Arndt.

### Münzschränke
Hier werden die Schränke gesammelt, in denen bis 1960 die Bestände des Münzkabinetts untergebracht waren. Der Münzschrank mit Einlegearbeiten in Holz und Metall in der Technik von André-Charles Boulle ist ein schönes Beispiel französischer Hofkunst. Aus dem Salzburger Kloster St. Peter stammen die beiden Münzschränkchen mit Rokokodekor. Herausragend sind die vorwiegend japanischen Lackschränke. Diese eventuell von Kurfürst Max Emmanuel erworbenen Möbelstücke wurden erst Anfang des 19. Jahrhunderts zu Münzschränken für die Sammlung umgearbeitet.

## Bibliothek
Die Münzsammlung unterhält die größte öffentliche numismatische Bibliothek in Deutschland. Sie enthält über 26.000 Bände zur Numismatik, zur Wirtschaftsgeschichte und der allgemeinen Geschichte von der Antike bis zur Neuzeit. Dazu kommen 60 Fachzeitschriften, 100 Münzmandate, 50 Handschriften, diverse Konvolute (z. B. Nachlass Heinrich Buchenau) und Fundakten. Es ist eine Präsenzbibliothek mit Lesesaal und Fotokopiermöglichkeiten.

## Ausstellungen

### 2022
27. Januar 2022 bis 16. Oktober 2022: Mythos München '72. Die XX. Olympischen Sommerspiele

### 2016/2017

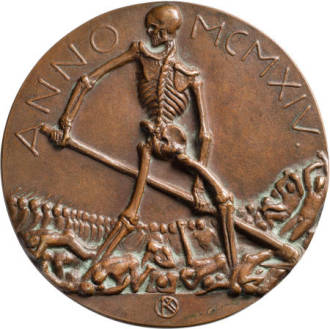
Karl Kiefer, Medaille Diabolus Perdidit Europam (Der Teufel verdirbt Europa), 1914. Staatliche Münzsammlung München

Vom 11. Mai 2016 bis 26. März 2017 wird die Ausstellung „Europas Verderben 1914 1918. Deutsche und österreichische Medaillen auf den Ersten Weltkrieg“ gezeigt.
Der Erste Weltkrieg gab in Deutschland und Österreich Anlass zu einer Vielzahl von Medaillen als dauerhaften Erinnerungsstücken an eine vermeintliche heldenhafte und große Zeit. Unternehmen produzierten für ein größeres Publikum in hohen Auflagen, von höherem Anspruch waren Arbeiten einzelner Künstler und Editionen mit kleineren Stückzahlen. Darstellungsweise und Stile sind sehr unterschiedlich. Neben Werken der Kleinkunst steht handfeste kriegerische und nationalistische Propaganda, die auf uns Heutige oft anstößig wirkt. Propaganda, Bildsprache und historische Hintergründe bedürfen heute näherer Erläuterungen.
Die Ausstellung zeigt, in 24 Themenfelder gegliedert, etwa 200 Medaillen

### 2014/2015
Vom 10. Oktober 2014 bis 3. Mai 2015 wird die Ausstellung „Natur – Zufall – Kunst. Die Natur im Medaillenwerk von Friedrich Brenner“ gezeigt.
Für den Bildhauer und Medailleur Friedrich Brenner (* 1939) ist die Natur eines der Hauptanliegen. Er sieht die Natur vielseitig durch den Menschen bedroht, seine Gier, seine Rücksichtslosigkeit, durch immer mehr Verbrauch. In vielen Medaillen hat Friedrich Brenner diese Bedrohung der Natur zum Ausdruck gebracht. Andere zeigen als Gegensatz dazu die unberührte Natur, die Wildnis, wie Brenner sie besonders in Kanada erlebte. Diese Ausstellung ist vor allem Brenners Naturdarstellungen gewidmet, von denen viele mit Brenners in der Medaillenkunst wohl einzigartiger Technik entstanden sind.
Verschiedenste Naturformen wie zufällige Fließspuren und Abdrücke hält Brenner fest, überträgt sie auf Relief und Medaille und macht sie durch seine Gestaltung und Neuinterpretation zur Kunst. Damit lässt er sie uns oft ganz neu und oft doppelt sehen, aus einer Fließspur wird etwa eine Küstenlandschaft, und sie bleibt dabei doch eine Fließspur. Also: Von der Natur durch Zufall zur Kunst.
Die Ausstellung zeigte etwa 100 Medaillen und Reliefarbeiten, außerdem Zeichnungen und plastische Bildwerke.

### 2014

Hubertus von Pilgrim, Medaille auf Hermann Hesse, 2003

Vom 15. Mai bis 9. Oktober 2014 wurde die Ausstellung „100 Köpfe, geschaffen vom Bildhauer, Kupferstecher und Medailleur Hubertus von Pilgrim“ gezeigt.
Der Bildhauer, Kupferstecher und Medailleur Hubertus von Pilgrim (* 1931), ist von humanistisch-literarischer Bildung geprägt, sie ist für seine Persönlichkeit und für seine Kunst konstitutiv. Er fand in Persönlichkeiten der Geschichte und des Geistes „Gesprächspartner“ und eine künstlerische Herausforderung. So entstand auf Medaillen wie in der Plastik eine eindrucksvolle Porträtgalerie, begleitet von einer intensiven geistigen Auseinandersetzung mit Leben und Werk.
Zur Medaille ist Hubertus von Pilgrim erst spät gekommen. Erst 1984 hat er, der sich selbst einmal als „Hauer und Stecher“ bezeichnete, durch einen Auftrag zu dieser kleinen Sonderform des Reliefs gefunden. Seitdem reizt ihn das „Wechselspiel zwischen Miniatur und Monument“, wie er es selbst genannt hat, und so entstanden auch raumgreifende Monumente auf der Grundlage von Medaillen wie der Ludwig-Erhard-Brunnen in Bad Godesberg. Ebenso reizt den Künstler das Wechselspiel von Bild und Schrift in der Form einer prägnanten, in eine kalligraphische Form gebrachten sprachlichen Aussage.
Die Ausstellung zeigte berühmte und andere Köpfe, darunter eine neu entstandene monumentale Reliefwand mit Porträts und Zitaten von Schriftstellern. Weitere Arbeiten runden die Ausstellung ab, so Kupferstiche, die chinesische Dichtung ins Bild setzen, plastische Werke mit der Darstellung von größeren Menschengruppen, und Medaillen, die Zitate und Sprichwörter in eine adäquate reliefplastische Form bringen.

### 2013–2014

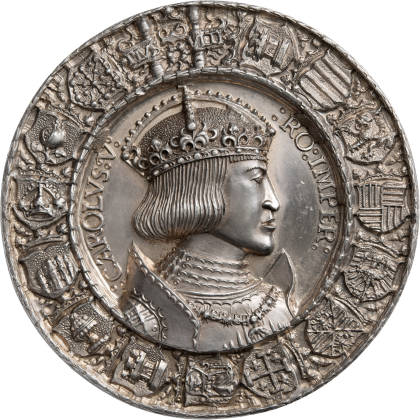
Hans Krafft d. Ä., nach Entwurf Albrecht Dürers, Dedikationsmedaille der Stadt Nürnberg, 1521, München, Staatliche Münzsammlung

Vom 22. November 2013 bis zum 15. März 2014 wurde die Ausstellung Wettstreit in Erz. Porträtmedaillen der deutschen Renaissance gezeigt.
Die Möglichkeit, das eigene Bildnis für spätere Zeiten festzuhalten, interessierte nach 1500 immer mehr Menschen. Neben der Bildnismalerei wurde für diesen Zweck die Porträtmedaille zu einem bevorzugten Medium der Zeit. In Deutschland hatte sie ihren ersten Erfolg auf dem Reichstag zu Augsburg im Jahr 1518. Damals bestellten weltliche und geistliche Herren beim Bildhauer Hans Schwarz Medaillen mit ihrem Konterfei.
Bald begannen auch andere Meister, die häufig in der Bildhauerei oder der Goldschmiedekunst ihre Wurzeln hatten, sich als „Conterfetter“ anzubieten. Auf künstlerisch ganz unterschiedliche Weise wurde so mit der Herstellung der Medaillen begonnen. Viele Meister stammten aus Süddeutschland, wirkten in Reichsstädten wie Augsburg oder Nürnberg und gingen auch oft auf Wanderschaft. Daneben spielten Sachsen, aber auch Randregionen wie Tirol, Böhmen oder Polen eine Rolle.
Die Ausstellung, an deren Zustandekommen Kunsthistoriker der Universität München und die Münzkabinette von Wien und Dresden Anteil hatten, beleuchtete erstmals die Rolle der Porträtmedaille in der Kultur der deutschen Renaissance. Parallel präsentierte das Bayerische Nationalmuseum Arbeiten von Hans Schwarz.
Zugleich zeigte die Münzsammlung die begleitende Sonderausstellung „Renaissance auf Banknoten“, mit der Darstellung von Persönlichkeiten sowie Werken der bildenden Kunst und Architektur. Mit dieser Ausstellung präsentiert sich die HVB Stiftung Geldscheinsammlung erstmals in der Staatlichen Münzsammlung München.

### 2012–2013

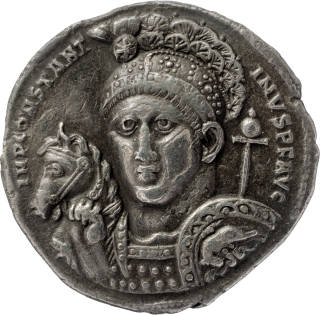
Konstantin der Große, Silbermedaillon, Ticinum oder Rom, 315, Vorderseite: Konstantin mit Christogramm am Helm

Vom 31. Oktober 2012 bis zum 30. September 2013 wurde die Ausstellung Konstantin 312 gezeigt.
Die Ausstellung befasste sich mit dem Aufstieg des römischen Kaisers Konstantin im Zeichen Christi. Das berühmte konstantinische Medaillon der Staatlichen Münzsammlung steht im Mittelpunkt der Ausstellung. Das Jahr markiert ein zentrales Datum der Weltgeschichte: Am 28. Oktober 312, also vor 1.700 Jahren, schlug das Heer Konstantins des Großen vor den Mauern Roms die Truppen des Maxentius (Schlacht an der Milvischen Brücke), nachdem ihm angeblich im Traum befohlen worden war, das Zeichen Christi auf die Schilde seiner Soldaten setzen zu lassen. Auch wenn der Sieger in Christus wahrscheinlich zunächst nur eine andere Erscheinungsform des römischen Sonnengottes Sol invictus gesehen hat, legte er mit seiner Entscheidung zur Förderung der christlichen Religion und Kirche die Grundlagen für die nächsten Jahrhunderte weströmischer und byzantinischer Geschichte. Die historische Bedeutung des konstantinischen Medaillons besteht darin, dass es beweist, dass das Christogramm spätestens ab 315 als magisches Siegeszeichen für Konstantin Verwendung fand.
Die Ausstellung zeigte anhand der Münzen die religiösen und politischen Voraussetzungen, Konstantins Vorgänger und Rivalen, seine Anfänge als Kaiser, Konstantin nach dem Sieg über Maxentius als Herrscher im Westteil des Reiches, seine Familie, sein Mitregent im Osten und letzter Rivale Licinius, Konstantin nach dem Sieg über Licinius und schließlich die Münzen auf seinen Tod.

### 2011–2012

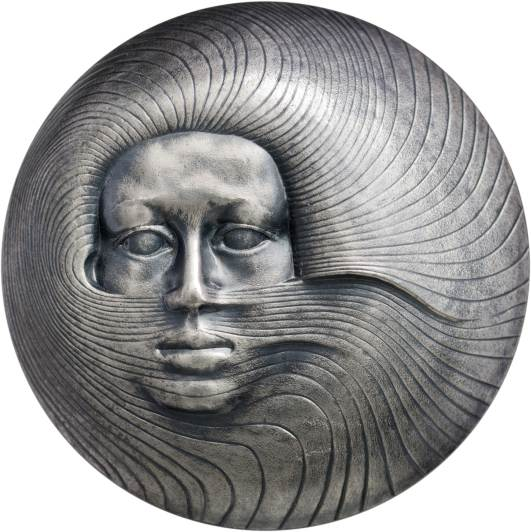
Kauko Räsänen, Medaille auf die UN-Umweltschutzkonferenz in Stockholm, 1972, Vorderseite

Vom 18. November 2011 bis zum 21. Oktober 2012 wurde die Ausstellung Kauko Räsänen. Neue Wege in der Medaillenkunst gezeigt.
Die Blütezeit der modernen finnischen Medaillenkunst begann in den 1950er und 1960er Jahren. Ein herausragender Vertreter dieser Kunst war über mehrere Jahrzehnte lang der 1926 geborene Bildhauer und Medailleur Kauko Räsänen. Skulptur und Medaille nehmen bei ihm den gleichen Rang ein. Sein Medaillenwerk umfasst insgesamt 188 Medaillen, die zeitlich von 1952 bis 2004 reichen und damit die ganze zweite Hälfte des 20. Jahrhunderts abdecken.
Räsänens Medaillen zeichnen sich durch eine vielschichtige Symbolik, ihre vom Bildhauerischen her kommende plastische Gestaltung und durch ihre besondere Ästhetik aus. Der im Titel angedeutete ‚Neue Weg‘ Räsänens war die ‚Erfindung‘ der mehrteiligen Medaille mit bis zu drei Teilen und sechs Bildseiten, die aufeinander abgestimmt sind und sich völlig passgenau aufeinandersetzen lassen; damit ergeben sie eine in sich geschlossene Ganzheit. Eine solche neuartige Medaille bekommt ein umfangreiches und komplexes mehrseitiges Bildprogramm, das medaillentypisch auf den kleinen verfügbaren Raum verdichtet ist.
Wie ein roter Faden zieht sich durch Räsänens Medaillenoeuvre die Darstellung von Weiblichkeit, der schönen unbekleideten Frau, auch von jungen Paaren und von der Einheit und der Polarität der Geschlechter. Mehr als 40 seiner Medaillen gehören diesem Themenkreis an. Auf die Frage, weshalb die Weiblichkeit in seiner Kunst einen so wichtigen Stellenwert einnimmt, reagierte der Künstler zunächst mit einem schelmischen Lächeln, dann sagte er:
„Zunächst einmal liebe ich die Frau, sie ist plastischer in der Wiedergabe als der Mann. Sie repräsentiert den Fortbestand des Lebens – außerdem ist die Kunst weiblichen Geschlechts.“ Die Verbindung von Wasser und der Frau steht in Räsänens Darstellungen für das Wunder von Schöpfung und Geburt. Dies ist nur ein – immer wiederkehrendes – Beispiel für die reiche Symbolik der Medaillen dieses lebensbejahenden und zutiefst human fühlenden Künstlers.
Die Ausstellung zeigte sämtliche 188 Medaillen des Künstlers mit allen Vorder-, Rück- und Innenseiten und stellt sie in den Kontext der modernen finnischen und internationalen Medaillenkunst.

### 2010–2011

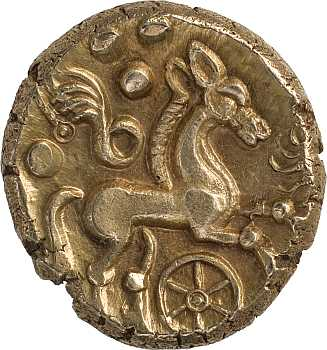
Kelten, Britannien, Stater, Gold, 1. Jh. n. Chr., stilisiertes Pferd

Vom 9. November 2010 bis zum 13. November 2011 wurde die Ausstellung Keltengeld. Die Münzen der Kelten vom Atlantik bis zum Schwarzen Meer gezeigt.
Der keltische Kulturkreis erstreckte sich ab dem 4. Jahrhundert v. Chr. von Spanien über das heutige Frankreich, Britannien, Süddeutschland, den Alpenraum und große Teile des Balkans bis zum Schwarzen Meer. Die vom 3. Jahrhundert v. Chr. bis zum 1. Jahrhundert n. Chr. geprägten Münzen gehen auf griechische und römische Vorbilder zurück, wandeln diese jedoch ihrem eigenen Stilempfinden gemäß immer stärker um. Die Münzkunst der Kelten zeichnet sich durch einen zum Ornamentalen neigenden, heutzutage modern anmutenden Primitivismus aus. Faszinierend sind die wachsende Abstraktion, die manchmal sogar an moderne Kunst wie an Arbeiten von Jean Dubuffet oder A. R. Penck denken lässt. Innovative keltische Münzkünstler gab es auch im süddeutschen Raum, wo zwischen ca. 150 und 100/50 v. Chr. die berühmten Regenbogenschüsselchen mit Drachentieren, Vogel- und Hirschköpfen geprägt wurden.